# Ródenas
Ródenas és un municipi d'Aragó situat a la província de Terol i enquadrat a la comarca de la Serra d'Albarrasí.

## Patrimoni
Aquesta petita localitat presenta una gran patrimoni arquitectònic, conserva un urbanisme gairebé intacte i les seves construccions realitzades en pedra de roig donen un caràcter especial a aquesta població. Com edificis rellevants podem destacar els següents:

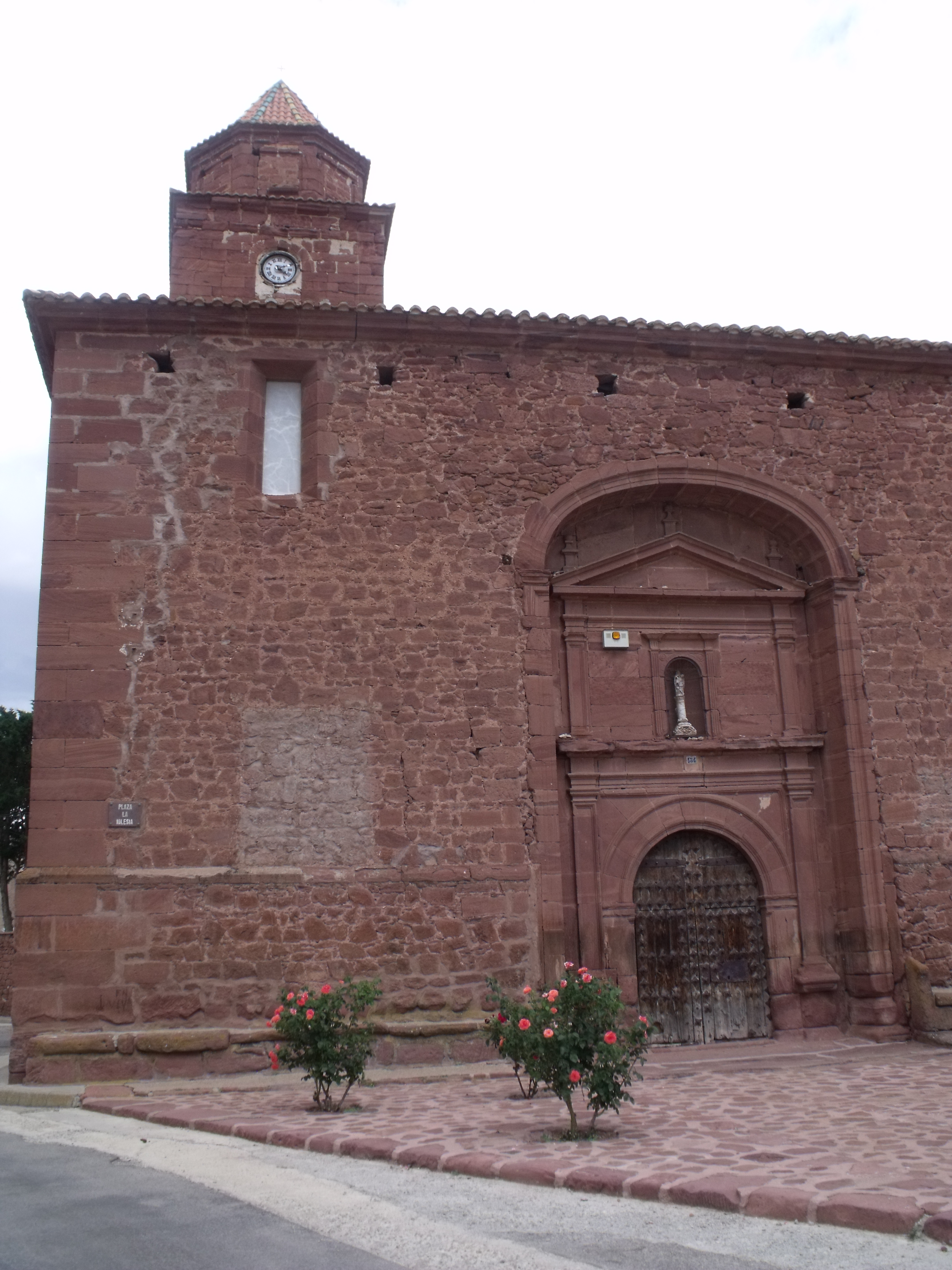
Església de Santa catalina
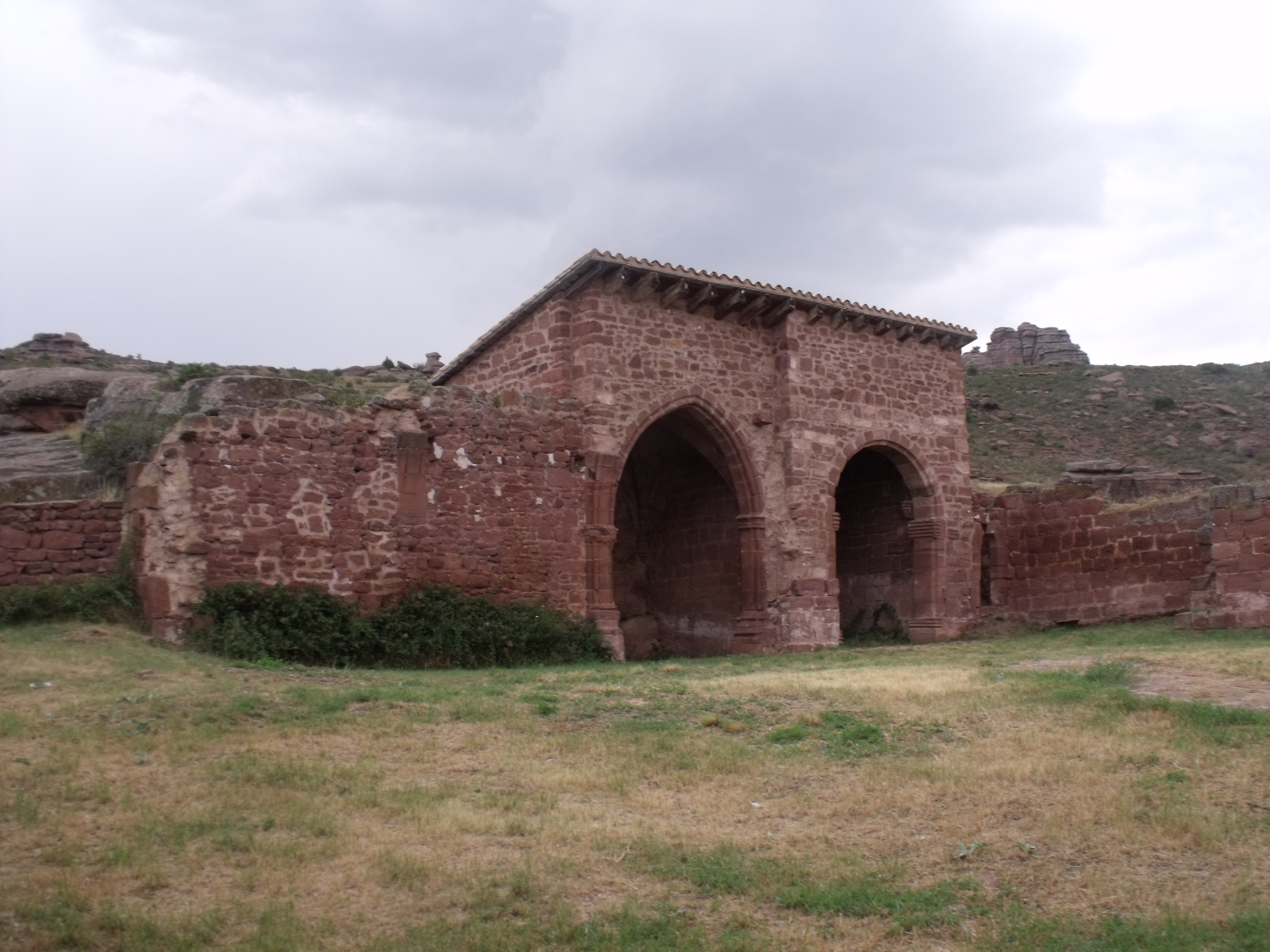
restes església primitiva
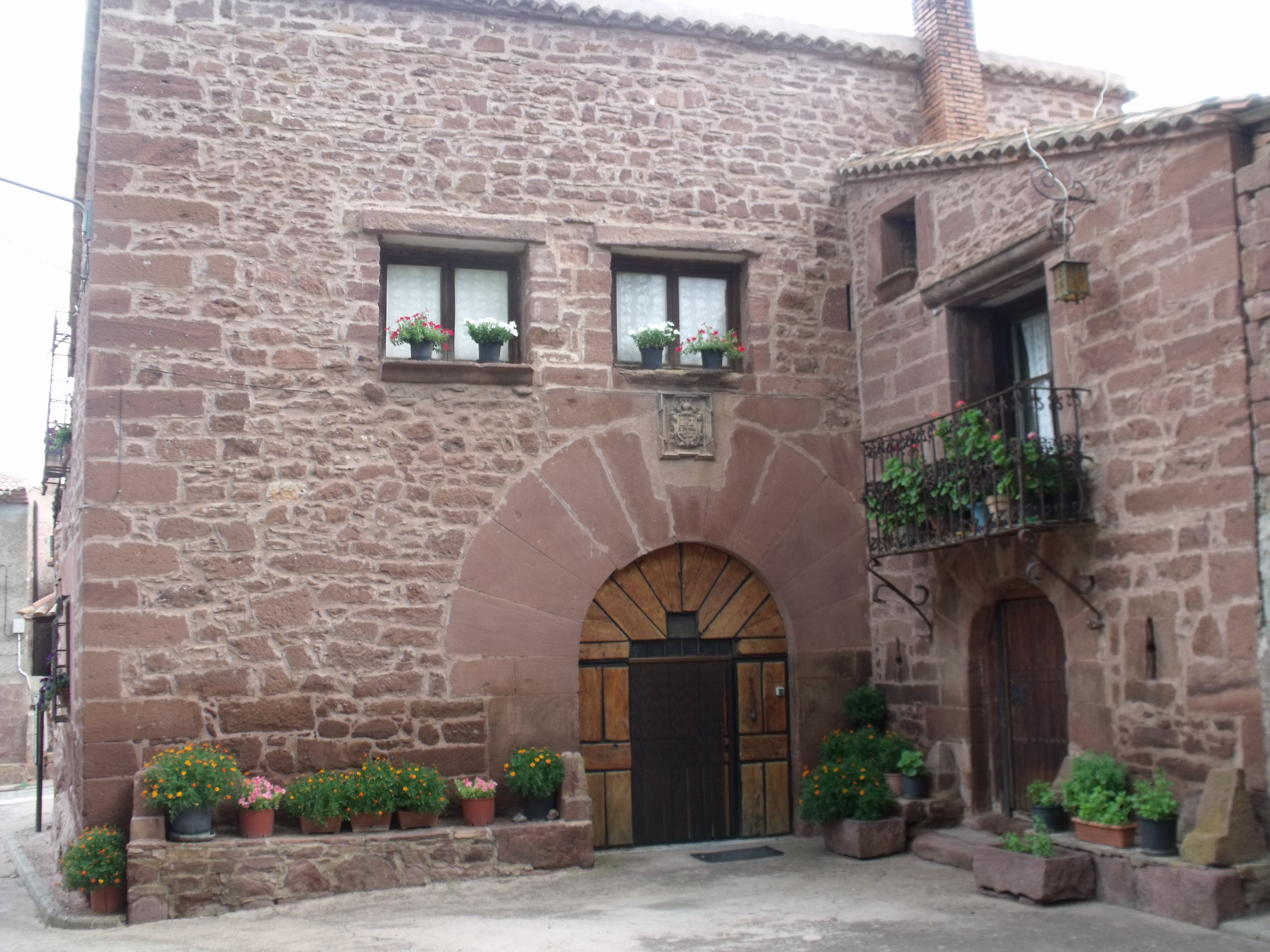
Casa del Olmo
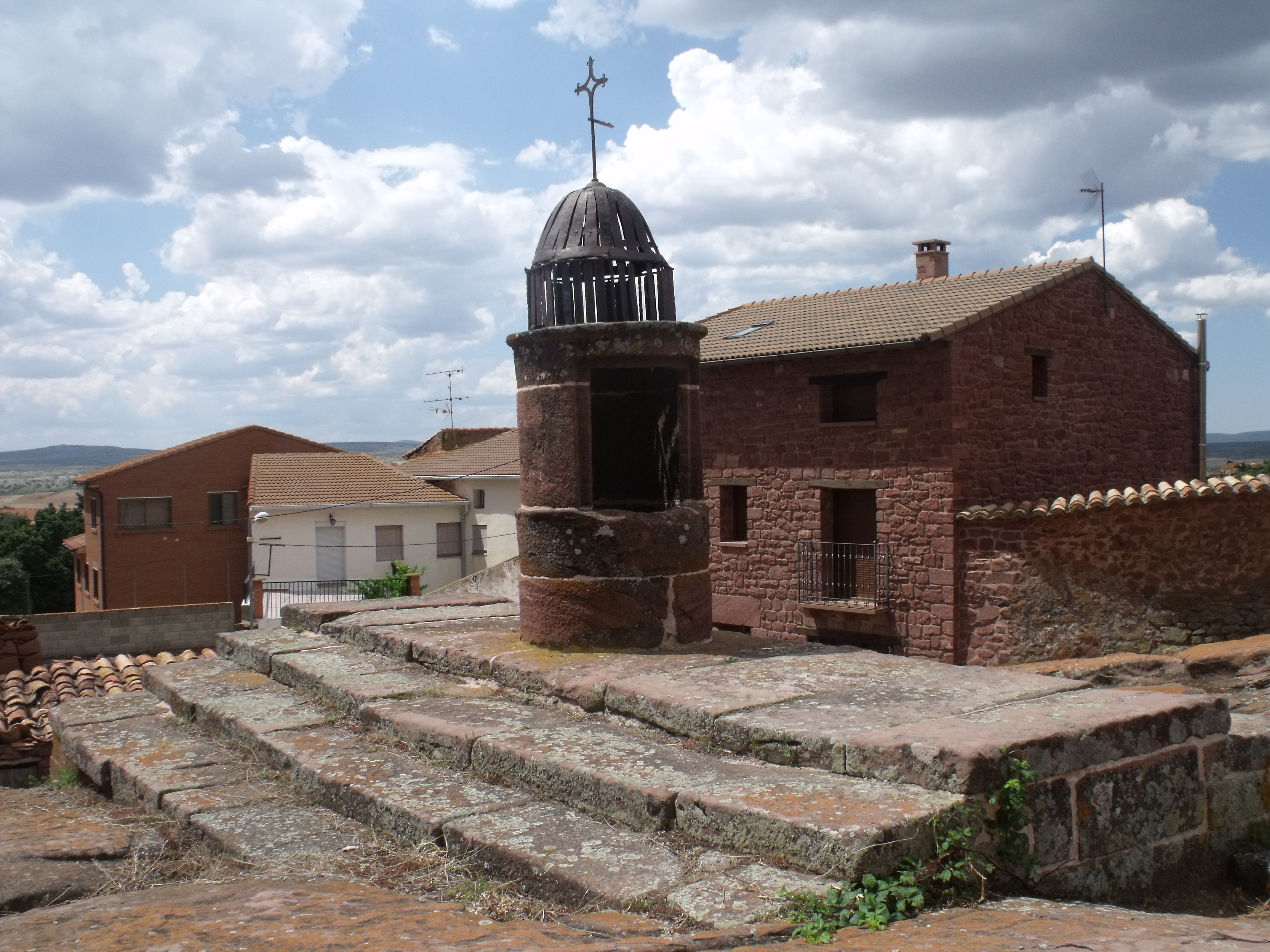
Cisterna part alta exterior
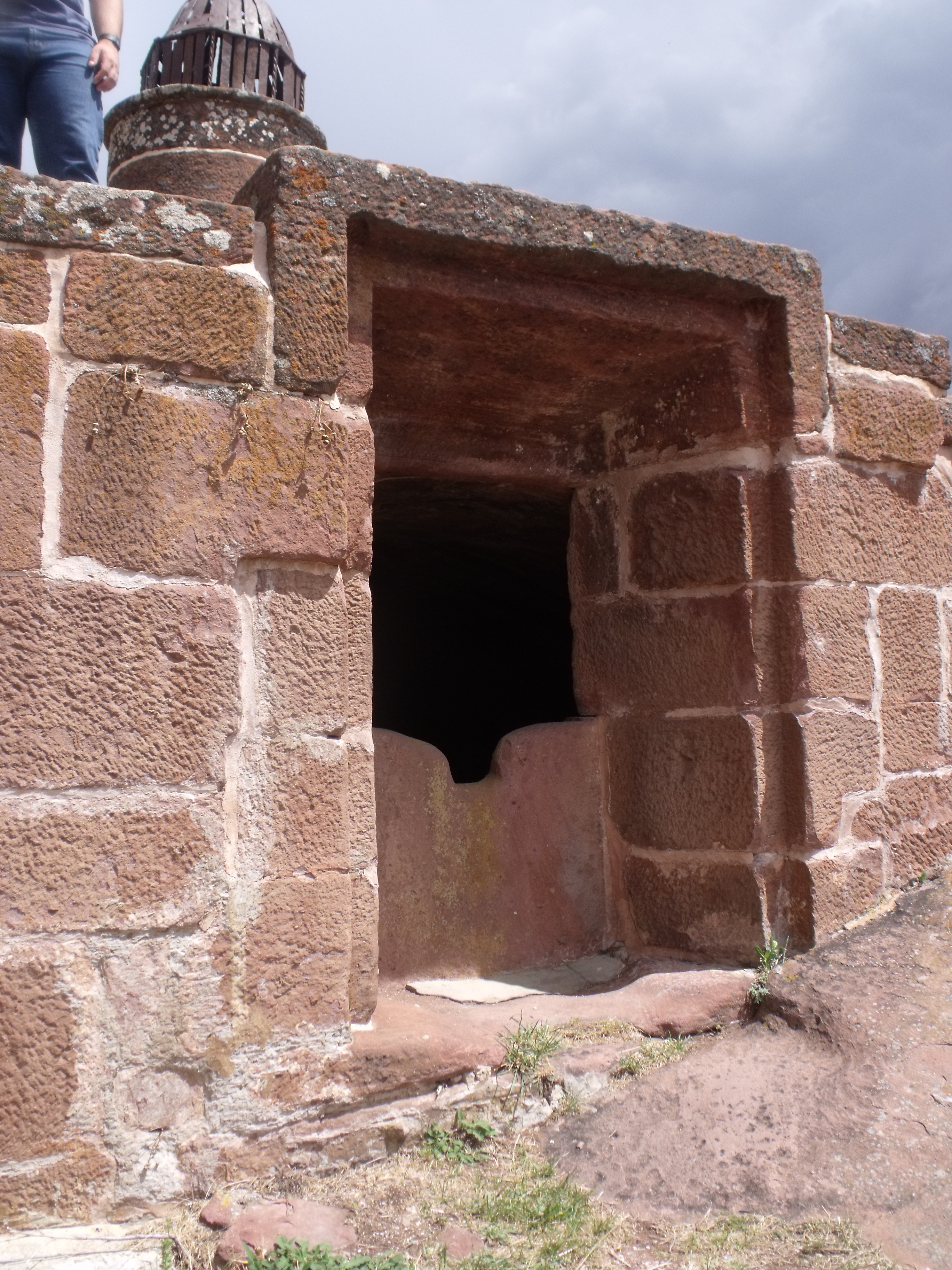
Cisterna part baixa, exterior
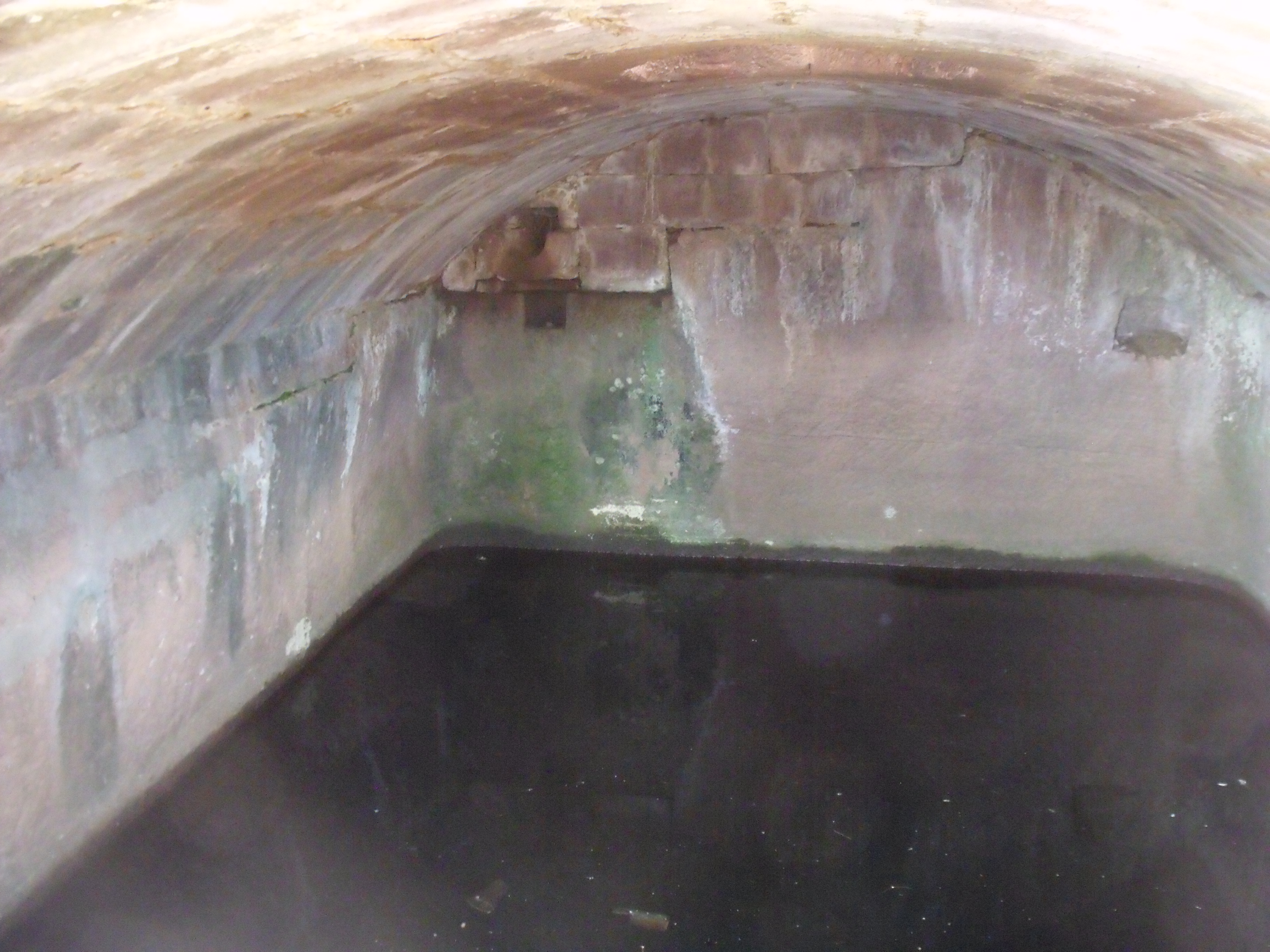
Interior aljub
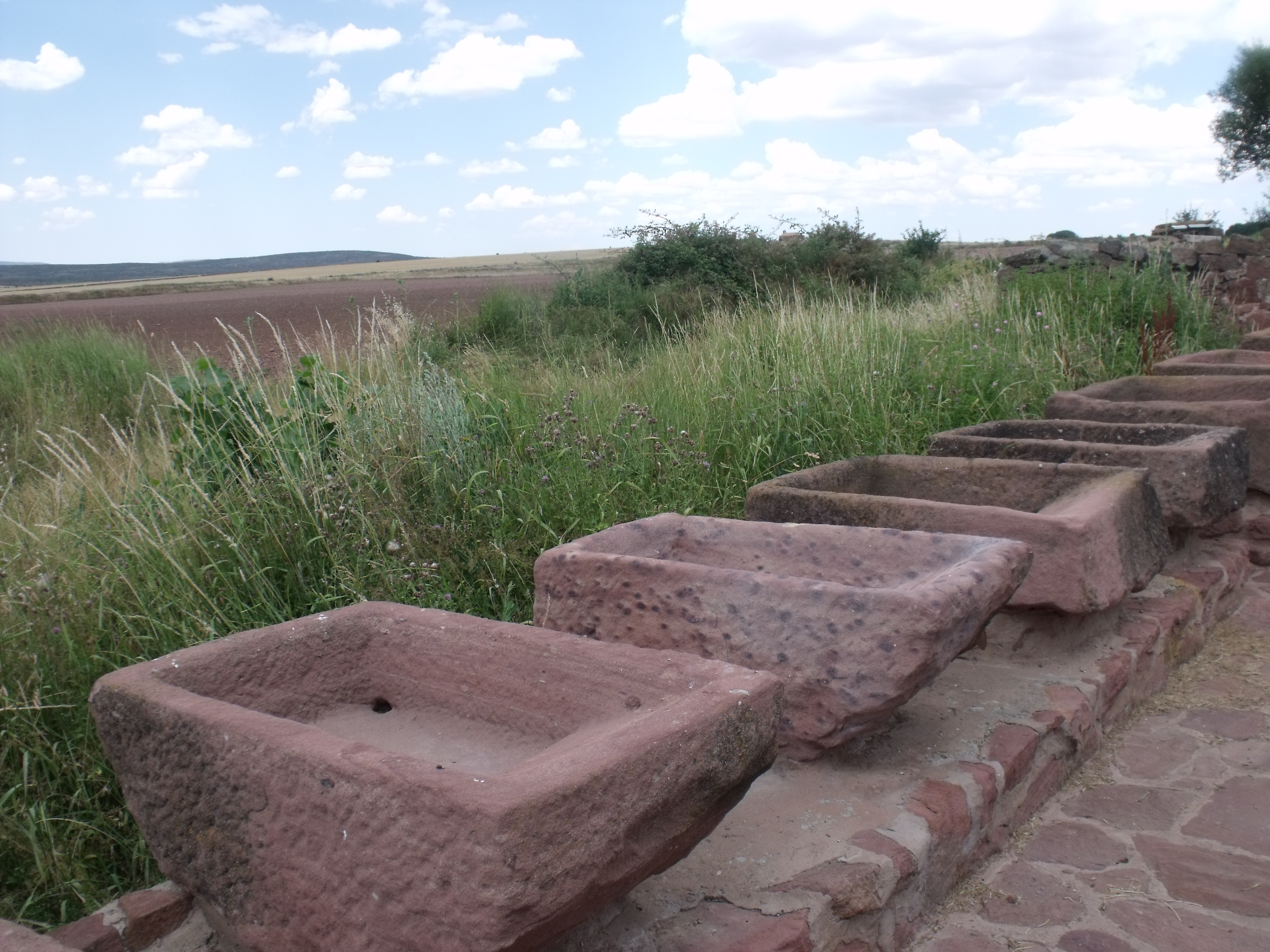
Safareig El Navajo
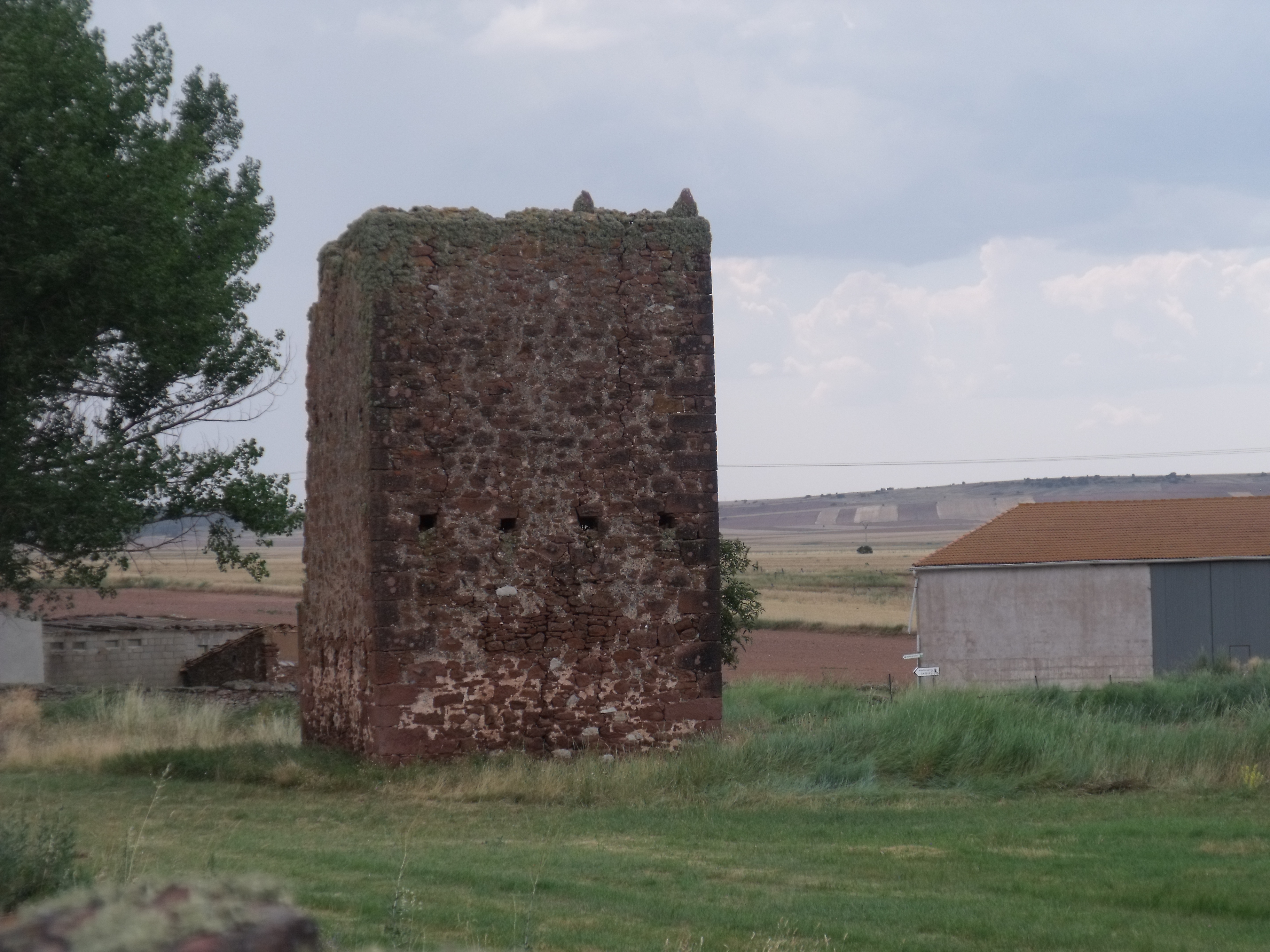
Colomar

- Església de Santa Caterina: edifici de grans proporcions del segle xvi, d'una sola nau, coberta per volta de crucería estrelada, capelles laterals.
- Església primitiva: tan sols es conserven dues capelles de voltes estreladfes en un espai usat durant un temps com a cementiri.
- Ermita de la Verge dels Poyales: data del segle xvi amb gran influència mudèjar.
- Cases Palau: distribuïdes per la localitat es troben diferents cases palau, grans edificis caracteritzats per un gran arc de mig punt d'accés a aquestes, reixes en les obertures i ús de maçoneria i pedra de roig. destaca la Casa del Olmo.
- L'Ajub: construcció de carreus situada a la part alta del poble, sobre una formació rocosa. L'exterior és una construcció allindanada, esglaonada en pedra picada de grans lloses de marès. És corona amb una torreta circular de ventilació, també en pedra picada i rematada amb un cupulí de ferro calat per on es trau aigua en la zona alta del poble, també hi ha una entrada amb llinda de llosa única més avall per on es treia l'agua per a les cases del poble. Interiorment presenta planta rectangular coberta amb volta rebaixada, amb un gran dipòsit d'aigua per filtració des de la gran roca, i un embornal exterior que condueix les aigües a través de les canalitzacions que tenen les pedres. És una de les poques construccions d'aquest tipus existents a la regió. La qualitat de la pedra de roig fa que formi un nucli homogeni amb la roca sobre la qual està construïda.
- Safareig El Navajo: piles realitzades en pedra de roig usades com safareigs.
- Art rupestre: en aquesta zona es troba una de les majors concentracions de gravats rupestres d'Aragó, realitzades a base d'incisions sobre la mateixa pedra.